# Frontera entre China y Tayikistán
La frontera entre China y Tayikistán es el límite internacional, de una longitud de 477 kilómetros, que separa a la República Popular China de Tayikistán. El paso Kulma es el único punto de acceso entre ambos países. Se extiende desde el tripunto con Kirguistán siguiendo una línea más o menos norte-sur a través de varias cordilleras y picos de la cordillera del Pamir hasta el tripunto con Afganistán. La frontera divide, del lado tayiko,  el distrito de Murghob (provincia de Alto Badajshán) de los condados, en el lado chino, de Akto (prefectura autónoma kirguís de Kizilsu, al norte) y de Tashkurgán (prefectura de Kashgar, al sur), ambos en la región autónoma uigur de Xinjiang.
Fue establecida como frontera internacional con la disolución de la Unión Soviética en 1991. Al norte se encuentra la triple frontera entre China, Tayikistán, Kirguistán y al sur, la triple frontera entre China y Tayikistán con el estrecho pasillo de la provincia afgana de Badajshán.

## Historia
Tayikistán fue anexado al Imperio ruso en 1868. Entre 1917 y 1921 los tayikos lucharon contra el Ejército Rojo, pero el país fue anexado a la Unión Soviética en 1929. Entonces la frontera era sólo una parte de la larga frontera entre la República Popular China y la Unión Soviética, que se extendía desde Afganistán hasta Mongolia. Tayikistán obtuvo su independencia en 1991 con la disolución de la Unión Soviética. Desde entonces, es la frontera oficial entre el Tayikistán independiente y la República Popular China.
En 2011, Tayikistán ratificó un acuerdo de 1999 para ceder 1.000 km² de tierra en las montañas del Pamir a la República Popular de China, terminando así con una disputa de 130 años. En el tratado, China también renunció a reclamaciones sobre 28 000 km² de territorio tayiko.